# Vincent (kortfilm)
 For alternative betydninger, se Vincent (flertydig). (Se også artikler, som begynder med Vincent)
Vincent er en amerikansk stop motion-gyserkortfilm fra 1982, som er instrueret af Tim Burton.
Filmen handler om en lille dreng på 7 år, ved navn Vincent Malloy, som drømmer om at være Vincent Price. Filmen varer 6 minutter.